# 수레국화
수레국화(Centaurea cyanus L.)는 쌍떡잎식물 초롱꽃목 국화과의 한해살이풀 또는 두해살이풀로, 높이 30~90cm 자란다. 유럽 동부와 남부 원산이며 독일과 에스토니아의 나라꽃이다. 색깔이 매우 다양하여 관상용으로 가꾸고 있다. 수레국화는 여름에서 가을까지 꽃이 피나, 온실에서는 봄에도 꽃이 핀다.

## 특징
수레국화는 16-35cm의 높이로 자라는 한해살이풀이다. 줄기의 색깔은 회녹색이다. 잎의 길이는 1~4cm이고, 피침형이다. 꽃 전체의 형태는 방사형으로 배열되어 있고 모두 관상화이지만 가장자리의 것은 크기 때문에 설상화처럼 보인다. 총포조각은 4줄로 배열하며 날카롭고 긴 타원형 또는 타원형 줄 모양으로 가장자리는 파란색을 띤다. 꽃은 여름내내 핀다. 꽃의 색상은 다양하다. 빨간색, 분홍색, 노란색, 남색, 남보라색, 보라색, 흰색, 분홍과 흰색이 섞인 색 등으로 다양한 편이다.